# Bumi Ayu (Pringsewu)
Bumi Ayu is een bestuurslaag in het regentschap Pringsewu van de provincie Lampung, Indonesië. Bumi Ayu telt 1315 inwoners (volkstelling 2010).